# Diego Clementino
Diego José Clementino (São Paulo, 18 de março de 1984) é um ex-futebolista brasileiro que atua como centroavante.
Ficou marcado por ser veloz, cair pelas pontas e ser sempre um bom substituto, com um boa marca de gols, mesmo com poucos jogos. Foi apelidado de "Serelepe Azul" nos tempos em que atuava pelo Cruzeiro, o apelido foi dado pelo narrador Alberto Rodrigues.

## Características
Iniciou sua carreira profissional na categoria Sub-20 do Cruzeiro em 2003 e no mesmo ano, acabou emprestado para o Nacional de Portugal.
Em 2004, retornou ao Cruzeiro, mas novamente acabou emprestado ao Paulista de Jundiaí.
Em 2009, chegou ao Botafogo FR, a pedido do técnico Ney Franco, mas foi dispensado em junho do mesmo ano, devido suas atuações irregulares com a camisa alvinegra.
Em 2010, após passagem por clube do Irã e uma passagem rápida pelo América de Minas Gerais, Diego foi contratado pelo Grêmio até maio de 2011, com opção de renovação.
Na sua estreia com a camisa do Grêmio, Diego marcou um gol logo na primeira oportunidade que apareceu para conclusão. Foi o quarto gol do jogo, que decretou a goleada do time gaúcho sobre o São Paulo por 4–2, no Estádio Olímpico.
Diego, mesmo não disputando uma partida sequer como titular do ataque, tornou-se xodó da torcida do Grêmio pois quando entrava no decorrer das partidas quase sempre tinha uma participação consideravelmente boa, fazendo com que o torcedor gritasse em peso seu nome. Depois, perdeu espaço e, em 2012, jogou a Série A2 do Campeonato Paulista pela esquipe da Red Bull Brasil.
Em agosto de 2012 passou pelo ABC, de Natal, e pelo Rio Verde, de Goiás, antes de se transferir, em 2013, para o CSA, onde conquistou o vice-campeonato alagoano. 
Em agosto de 2013, foi contratado pelo ASA para a disputa da Série B do Campeonato Brasileiro.
Em maio de 2014, foi contratado pelo CRB.
No início de 2016, atuou pelo São Bento na disputa do Campeonato Paulista da Série A-1, onde marcou dois gols. Em maio de 2016, foi contratado pelo Mogi Mirim para o Campeonato Brasileiro da Série C.
Em 2017, acertou com o Uberlândia Esporte Clube para a disputa do Campeonato Mineiro Módulo I.
No final de 2017, acertou com o CSE para a disputa do Campeonato Alagoano de 2018.

## Títulos
Cruzeiro
- Campeonato Brasileiro: 2003
- Copa do Brasil: 2003
- Campeonato Mineiro: 2003, 2006

Botafogo
- Taça Guanabara: 2009